# Lecanodiaspis brabei
Lecanodiaspis brabei är en insektsart som först beskrevs av Charles Kimberlin Brain 1920.  Lecanodiaspis brabei ingår i släktet Lecanodiaspis och familjen Lecanodiaspididae. Inga underarter finns listade i Catalogue of Life.